# Moto G4
Moto G4 — смартфон на операційній системі Android, розроблений Motorola Mobility — підбрендом Lenovo. Телефон був випущений 17 травня 2016 року.
Moto G4 був випущений до публіки в Бразилії і Індії того самого дня. В США він був випущений 28 червня 2016 року. Згодом модель випустили в інших країнах.

## Специфікації
На відміну від Moto G3, телефон не має IPS7 захист від води. Moto G4 включає 5,5-дюймовий екран з 1080p і технологію «Turbopower».
| Статистика              | Moto G4 Play             | Moto G4                                  | Moto G4 Plus                                       |
| ----------------------- | ------------------------ | ---------------------------------------- | -------------------------------------------------- |
| Процесор                | Snapdragon 410 1.2 ГГц   | Snapdragon 617 1.5 ГГц                   | Snapdragon 617 1.5 ГГц                             |
| Процесорні ядра         | 4 ядра                   | 8 ядер                                   | 8 ядер                                             |
| GPU                     | Adreno 306 GPU           | Adreno 405 GPU                           | Adreno 405 GPU                                     |
| ОЗП                     | 2 ГБ                     | 2 ГБ                                     | 2, 3 або 4 ГБ                                      |
| Якість екрана           | HD (1280 × 720)          | Full HD (1920 × 1080)                    | Full HD (1920 × 1080)                              |
| Розміри екрана          | 5", 294 ppi              | 5.5", 401 ppi                            | 5.5", 401 ppi                                      |
| Передня камера          | 8 Мп f/2.2 1080p30 video | 13 Мп f/2.0 1080p30 video w/ slow-motion | 16 Мп f/2.0 PDAF and laser autofocus 1080p30 video |
| Батарея                 | 2800 мА·год              | 3000 мА·год w/ TurboPower Charging       | 3000 мА·год w/ TurboPower Charging                 |
| Сканер відбитків пальця | Ні                       | Ні                                       | Так                                                |